# Distrito de Chuquibamba (Condesuyos)

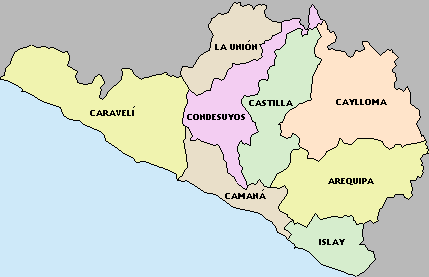
Provincias de Arequipa

El distrito de Chuquibamba es uno de los ocho que conforman la provincia de Condesuyos en el departamento de Arequipa en el Sur del Perú.
Desde el punto de vista jerárquico de la Iglesia católica forma parte de la Prelatura de Chuquibamba en la Arquidiócesis de Arequipa.

## Chuquibamba
Chuquibamba capital de la Provincia de Condesuyos, tierra enclaustrada en los andes sur peruanos a 2880 m s. n. m. a una latitud sur de 15° 50´ 43” y longitud oeste 72° 30´49”, tiene una superficie de 1255 km² con una población de 3618 habitantes según el censo del 2007.
Etimológicamente, Chuquibamba. Su nombre proviene de una palabra indígena local que significa “Llanura de oro”.

## Historia
En la época precolombina, Chuquibamba, estuvo habitada inicialmente por una población poco numerosa de indígenas ARUNIS. 
En el año 1533 Chuquibamba fue descubierta por los conquistadores españoles Pedro de Valdivia y Pedro Anzures de Camporredondo, explorando estas zonas conocidas por los nativos con el nombre de Chuquibamba “Llanura de oro” o "lanza de oro", poco tiempo después los encomenderos ibéricos la colonizaron con familias españolas procedentes de la ciudad de Arequipa.
De acuerdo a la historia, la Prelatura de Chuquibamba fue creada por el Papa Juan XXIII el 5 de mayo de 1962 mediante la
Bula “Christi Caritas”, de la arquidiócesis de Arequipa con las Provincias civiles de Camaná y Castilla de la Prelatura de Caravelí, Provincias de Condesuyos y la Unión. Se tomó posesión el 15 de agosto de 1962 con Monseñor Redento Gauci O.C. El primer Obispo Prelado el Reverendo Nullius ordenado Obispo el 30 de abril de 1967.
Los Chuquibambinos celebran su Aniversario de Instauración Cívica el 7 de diciembre y el 8 de diciembre el día de su Patrona " La Virgen de la Santísima Inmaculada Concepción". Los festejos centrales duran 3 días (6-7-8 de diciembre), La mayoría de Chuquibambinos que migraron a otras ciudades regresan por las fiestas.

## Fundación
Fue fundada con el nombre de “La Santísima Inmaculada Concepción de Chuquibamba” por el militar español Juan de la Torre y Díaz Chacón el 15 de julio de 1565, en presencia del cronista español Diego Fernández de Palencia y Fray Diego Manso. Luego se procedió al repartimiento de las tierras a los nuevos vecinos españoles.
Fue elevada a Villa De La Santísima Inmaculada Concepción de Chuquibamba el 12 de noviembre de 1627 por real cédula fechada en Madrid, el 22 de septiembre de 1627.
y elevada a categoría de Ciudad el 24 de diciembre de 1870 en la república.
El Papa Pio IX en el siglo XIX 1954, publicó un Decreto Histórico para los católicos, declarando solemnemente que “La Inmaculada Concepción”, Madre de nuestro Señor Jesucristo y Madre nuestra en todo el mundo sea un Dogma Esencial en nuestras vidas, junto a nuestra familia y sociedad creyente. Incrementando la Fe de la Iglesia Universal.
Con el Título Divino de Inmaculada Concepción invocamos a la Virgen María como nuestra Patrona en Estados Unidos, Brasil, Portugal y en el Perú, en varios departamentos, provincias, distritos en nuestra ciudad de Arequipa, en forma especial en la Provincia de Condesuyos con su Capital Chuquibamba (“Llanura de Oro”). Tierra bendita a 2,880 metros sobre el nivel del mar.

## Población
La poca población indígena local, era la ARUNI, ésta fue rápidamente reemplazada en los primeros años de la colonia, por familias españolas traídas por los encomenderos desde la ciudad de Arequipa. Los nativos tuvieron que retirarse a otros lugares como el Cañón del Colca.
Muchas familias españolas optaron por los servicios de las ancianas nativas como nanas de sus hijos, ya que las mujeres tuvieron que ayudar en el trabajo del campo a sus esposos que se dedicaban a la ganadería (cría de ganado vacuno), debido a la falta de trabajadores nativos que se habían retirado al Cañón del Colca, esto por el maltrato recibido por parte de los colonizadores y otra razón fue, la no utilización de los esclavos negros africanos que no toleraban la altura de los valles interandinos, ni siquiera toleraban la altura de la Ciudad de Arequipa, los esclavos negros solo eran utilizados para trabajar en zonas costeras como Camaná. Es gracias a estas ancianas indígenas, que los hijos de estas familias españolas crearon la costumbre y afición por los Huaynos. 
Actualmente gran parte de la población de Chuquibamba a migrado a las grandes Ciudades, y Chuquibamba a su vez ha recibido la llegada de numerosos pobladores procedentes principalmente de la zona del Altiplano peruano.

## Idiomas
El idioma Español o Castellano es el idioma oficial en Chuquibamba.

## Geografía
Se halla situado a 2 935 m s. n. m.
El relieve morfológico de Chuquibamba está formado por una que directo y otro derivado, siendo el directo de pendiente suave, de ondulado a casi plano cayendo bruscamente en la gran hondonada de Chuquibamba, mientras que el relieve derivado se forma debido a la gran cantidad de aguas superficiales en el Pleistoceno.
Los movimientos sísmicos a un han demostrado que existe inestabilidad, indicando que no existe una consolidación de la zona, prueba de ello son los terremotos de 1668; otro del 20 de enero de 1678; 13 de agosto de 1868;  6 de agosto de 1913; 15 de enero de 1958 a las  14:00 p. m., teniendo una duración de 25"; y el del 13 de enero de 1960 a las 10:00 a. m. destruyó casi por completo los poblados de la provincia.
Los ríos tienen su origen en los deshielos del Coropuna formando el río Blanco que al ingreso a Chuquibamba se denomina río Grande y por Pacaychacra río Huario. Asimismo, tenemos gran cantidad de manantiales que riegas grandes andenerías de Chuquibamba.

## Capital
Su capital es la ciudad de Chuquibamba.
Chuquibamba es la capital de la provincia de Condesuyos, ubicada dentro de la Región Arequipa, y a su vez está dentro del territorio del Perú. Tiene una altura de 2880 metros sobre el nivel del mar en la región quechua, está entre dos colinas que forman una herradura dando un clima templado muy propicio para hacer turismo.

## Actividades
El distrito tiene una población aproximada de 5 000 habitantes, en su mayoría dedicada a la actividad agrícola como fuente principal de ingresos económicos.
La actividad básica de Chuquibamba es la agricultura como el cultivo del maíz, papas, cebada, quinua, zapallo, los cuales son utilizados para el consumo del hogar. En particular, el zapallo es el producto más cotizado en las zonas de Arequipa, Camaná y Majes. El manejo de riego es por gravedad con agua provenientes del nevado Coropuna y que llega a través del Río Blanco y afloraciones de aguas subterráneas o “manantiales”.
Una pequeña parte se dedica a la ganadería utilizando la alfalfa como alimento para el ganado vacuno y ovino que se comercializa en las ciudades de Arequipa y Lima. También cuenta con micro industrias de plantas quesera de donde se obtienen productos lácteos: Mantequillas, Yogur y el queso chuquibambino.
También es una tierra prodigiosa en artistas como “Los Errantes de Chuquibamba”, “Los Trovas” y otros que destacan en la música especialmente “El Huayno” que aflora con las tradicionales serenatas chuquibambinas, mediante los cuales se logra declarar el amor a su amada.

### Rutas y Vías de Acceso
Para acceder a Chuquibamba desde Arequipa se necesita hacer un trayecto de casi 4 Horas.
- Carretera Arequipa - Valle de Majes - Aplao - Chuquibamba: Se toma la Variante con rumbo Noroeste pasando de frente por el kilómetro 48, dejar atrás La Joya, Vitor, Corire y Aplao hasta salir al valle de majes, tomar el desvío de la izquierda que va rumbo a Cotahuasi.

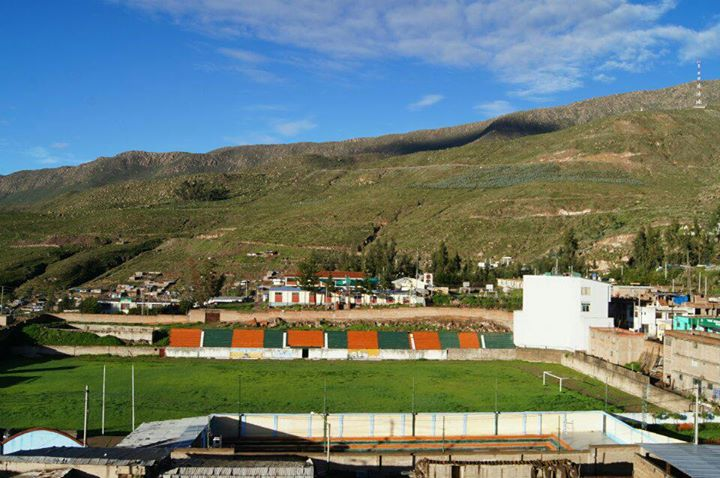
Estadio Los Estudiantes.

## Deportes
El Principal escenario deportivo de la provincia y el distrito es el Estadio "Los Estudiantes". Posee dos tribunas y es el lugar principal donde se juega la Liga distrital de fútbol de Chuquibamba, asimismo el escenario de grandes eventos "La cabañita" Coliseo cerrado.
Entre los equipos más populares esta Juvenil Arequipa, el Unión Belén, Deportivo Vallecito, El Club Juventus, el Atlanta Carmen Alto y el Copacabana FC.

## Autoridades

### Municipales
- 2019-2022[3]
  - Alcalde: Miguel Ángel Manchego Llerena

### Religiosas
- Obispo Prelado: .

La Prelatura de Chuquibamba fue creada por el Papa Juan XXIII el 5 de mayo de 1962 mediante la bula “Christi Caritas”, segregando de la Archidiócesis de Arequipa las provincias civiles de Camaná y Castilla, y de la prelatura de Caravelí las Provincias de Condesuyos y la Unión. 
La Prelatura es sufragánea de la Metropolitana de Arequipa. Se tomó posesión el 15 de agosto de 1962. Mons. Redento M. Gauci. O.C., fue el primer Obispo Prelado Nullius; Ordenado Obispo el 30 de abril de 1967.

### Policiales
- Comisario: Mayor PNP Guido Arturo Cajaleón Asencios

## Festividades
- Carnavales.
- Virgen de la Candelaria.
- Semana Santa
- San Luis Gonzaga
- 7 y 8 de diciembre (Instauración cívica de Chuquibamba y Fiesta patronal Virgen Inmaculada Concepción)

## Turismo
Dentro de las costumbres chuquibambinas tenemos los carnavales en el mes de febrero (carnavales Chuquibambinos) "Wifala", donde participan toda la población dividida en barrios (Belén, Copacabana, Arequipa Barrios, Vallecito) y sectores como los (Ampliación Copacabana, Tres Errantes, Papachacra, Carmen alto, Chiringay, Siguan, Cuyay, Buena Vista, Ccosco y Collpanca), Club Juventus y Asociaciones de vivienda, quienes participan con caravanas de cantantes interpretando cánticos carnavalescos, asimismo se presentan con una reina que engalana su carro alegórico. Estos carnavales duran dos semanas, hasta finalizar con la quema del Ño Carnavalón, lectura del testamento y el “corta monte” el domingo despacho de carnavales.